# جایزه ابوالحسن نجفی
جایزهٔ ابوالحسن نجفی جایزه‌ای است که به‌افتخار ابوالحسن نجفی از سوی شهر کتاب به یک ترجمه برجسته ادبی اهدا می‌شود.

## پیشینه
این جایزه با هدف پاسداشت یاد ابوالحسن نجفی در عرصه ترجمه و تشویق مترجمان در اعتلای زبان فارسی برگزار می‌شود. اولین دوره اعطای جایزه در سال ۱۳۹۵ برگزار شد.
در سال ۱۳۹۹، امید طبیب‌زاده جایزهٔ کتاب سال خود را (برای کتاب طبقه‌بندی وزن‌های شعر فارسی) به نهاد برگزاری جایزه اهدا کرد.

## نامزدها و برگزیدگان
| سال  | نامزدها | برگزیده | داوران |
| ---- | --- | --- | --- |
| ۱۳۹۵ | - گاردن پارتی، نوشتهٔ کاترین منسفیلد، ترجمه نرگس انتخابی (نشر ماهی) - کپسول زمان، نوشتهٔ پل استر، ترجمه خجسته کیهان (انتشارات افق) - آشیانه اشراف، نوشتهٔ ایوان تورگنیف، ترجمه آبتین گلکار (نشر ماهی) - در راه، نوشتهٔ جک کرواک، ترجمه احسان نوروزی (نشر چشمه) - آنچه با خود حمل می‌کردند، نوشتهٔ تیم اوبراین، ترجمه علی معصومی (انتشارات ققنوس) | آشیانه اشراف، نوشته ایوان تورگنیف با ترجمه آبتین گلکار (نشر ماهی)                                                                   | - ضیاء موحد - حسین معصومی همدانی - عبدالله کوثری - مهستی بحرینی - مژده دقیقی - محمود حسینی‌زاد                            |
| ۱۳۹۶ | - سایلاس مارنر، نوشته جورج الیوت، ترجمه رضا رضایی، نشر نی - خریدن لنین، نوشته میروسلاو پنکوف، ترجمه امیرمهدی حقیقت، نشر ماهی - بی‌سواد و فرقی نمی‌کند، نوشته آگوتا کریستوف، ترجمه اصغر نوری، نشر مروارید - مارش رادتسکی، نوشته یوزف روت، ترجمه محمد همتی، نشر نو - شب‌های وحشی، نوشته جویس کرول اوتس، ترجمه فرزانه دوستی، نشر نی - آس‌وپاس در پاریس و لندن، نوشته جورج اورول، ترجمه بهمن دارالشفایی، نشر ماهی | مارش رادتسکی، نوشته یوزف روت، ترجمه محمد همتی، نشر نو                                                                               | - ضیاء موحد - حسین معصومی همدانی - عبدالله کوثری - مهستی بحرینی - موسی اسوار - مژده دقیقی - محمود حسینی‌زاد               |
| ۱۳۹۷ | - اسب‌ها و آدم‌ها، نوشته ویلیام فاکنر، ترجمه احمد اخوت، نشر افق - سحابی خرچنگ، نوشته اریک شوویار، ترجمه مژگان حسینی‌روزبهانی، انتشارات ققنوس - سفر شگفت‌انگیز مرتاضی که در جالباسی آیکیا گیر افتاده بود، نوشته رومن پوئر تولاس، ترجمه ابوالفضل الله‌دادی، انتشارات ققنوس - زلیخا چشم‌هایش را باز می‌کند، نوشته گوزل یاخینا، ترجمه زینب یونسی، انتشارات نیلوفر - خرگوش و مارهای بوآ، نوشته فاضل اسکندر، ترجمه آبتین گلکار، نشر افق | زلیخا چشم‌هایش را باز می‌کند، نوشته گوزل یاخینا، ترجمه زینب یونسی، انتشارات نیلوفر                                                    | - منوچهر بدیعی - ضیاء موحد - مهستی بحرینی - عبدالله کوثری - حسین معصومی همدانی - موسی اسوار - سعید رضوانی                |
| ۱۳۹۹ | - وقت رفتن، نوشته یوزف وینکلر، ترجمهٔ علی‌اصغر حدّاد، نشر ماهی - اگر این نیز انسان است، نوشتهٔ پریمو لوی، ترجمهٔ سپاس ریوندی، نشر ماهی - پطرزبورگ، نوشتهٔ آندری بیه‌لی، ترجمهٔ فرزانه طاهری، نشر مرکز - این همه نوری که نمی‌توانیم ببینیم، نوشتهٔ آنتونی دوئر، ترجمهٔ نوشین طیبی، انتشارات نیلوفر - استاد پترزبورگ، نوشتهٔ جی.ام. کوتسی، ترجمهٔ محمدرضا ترک تتاری، نشر ماهی - مانون لسکو، نوشتهٔ آبه پره‌وو، ترجمهٔ محمود گودرزی، نشرافق - خیال‌پردازی‌های رهرو تنها، نوشتهٔ ژان ژاک روسو، ترجمهٔ محمدرضا پارسایار، نشر فرهنگ معاصر - بیست‌هزار فرسنگ زیر دریاها، نوشتهٔ ژول ورن، ترجمهٔ محمد نجابتی، نشر ققنوس                                                                                          | - وقت رفتن، نوشته یوزف وینکلر، ترجمهٔ علی‌اصغر حدّاد، نشر ماهی - استاد پترزبورگ، نوشتهٔ جی.ام. کوتسی، ترجمهٔ محمدرضا ترک تتاری، نشر ماهی | - مهستی بحرینی - ضیا موحد - حسین معصومی همدانی - عبدالله کوثری - موسی اسوار - ابوالفضل حری - آبتین گلکار                 |
| ۱۴۰۰ | - محاکمهٔ خوک، نوشتهٔ اسکار کوپ-فان، ترجمهٔ ابوالفضل الله‌دادی، نشر نو - ما، نوشتهٔ یوگنی زامیاتین، ترجمهٔ بابک شهاب، نشر بیدگل - بیداری، نوشتهٔ کیت شوپن، ترجمهٔ فرزانه دوستی، نشر بیدگل - قرن دیوانهٔ من، نوشتهٔ ایوان کلیما، ترجمهٔ فروغ پوریاوری، نشر ثالث - خشم در هارلم، نوشتهٔ چستر هایمز، ترجمهٔ مزدک بلوری، نشر بیدگل - تدفین پارتی، نوشتهٔ لیودمیلا اولیتسکایا، ترجمهٔ یلدا بیدختی‌نژاد، نشر برج - ه ه ح ه، نوشتهٔ لوران بینه، ترجمهٔ احمد پرهیزی، نشر ماهی - دنیای دیروز، نوشتهٔ اشتفان تسوایگ، ترجمهٔ مهشید میرمعزی، نشر ثالث | - ه ه ح ه، نوشتهٔ لوران بینه، ترجمهٔ احمد پرهیزی، نشر ماهی - بیداری، نوشتهٔ کیت شوپن، ترجمهٔ فرزانه دوستی، نشر بیدگل                    | - مهستی بحرینی - ضیا موحد - حسین معصومی همدانی - عبدالله کوثری - موسی اسوار - امید طبیب‌زاده - ابوالفضل حری - آبتین گلکار |
| ۱۴۰۱ | - دروازه‌ی خورشید، نوشتهٔ الیاس خوری، ترجمهٔ نرگس قندیل‌زاده، نشر نی - پی‌نوشت: هنوز دوستت دارم، نوشتهٔ سیسیلیا اهرن، ترجمهٔ سارا پالیدی، نشر مون - تاریخچه‌ی تراکتورها به اوکراینی، نوشتهٔ مارینا لویتسکا، ترجمهٔ خاطره کردکریمی، نشر برج - ژنرال دلاروره، نوشتهٔ ایندرو مونتانلی، ترجمهٔ وازریک در-ساهاکیان، نشر نو - در جست‌وجوی یک پیوند، نوشتهٔ کارسون مک‌کالرز، ترجمهٔ حانیه پدرام، نشر بیدگل - ترز راکن، نوشتهٔ امیل زولا، ترجمهٔ محمد نجابتی، انتشارات فرهنگ‌ معاصر - روز ملخ، نوشتهٔ ناتانیل وست، ترجمهٔ فرید دبیرمقدم، نشر ماهی - انقلابی‌ها دوباره دست به کار می‌شوند، نوشتهٔ مائورو خاویر کاردناس، ترجمهٔ طهورا آیتی، نشر برج - نقشه و قلمرو، نوشتهٔ میشل ولبک، ترجمهٔ ابوالفضل الله‌دادی، نشر نو | - دروازه‌ی خورشید، نوشتهٔ الیاس خوری، ترجمهٔ نرگس قندیل‌زاده، نشر نی                                                                    | - مهستی بحرینی - ضیا موحد - حسین معصومی همدانی - عبدالله کوثری - موسی اسوار - امید طبیب‌زاده - آبتین گلکار                |
| ۱۴۰۲ | - اگر گابریل نبود، نوشتهٔ حنیف قریشی، ترجمهٔ پژمان طهرانیان، نشر برج - الیزابت فینچ، نوشتهٔ جولیان بارنز، ترجمهٔ محمدرضا ترک‌تتاری، نشر نی - باغ‌های تسلا، نوشتهٔ پریسا رضا، ترجمهٔ ابوالفضل الله‌دادی، نشر برج - باخ برای بچه‌ها، نوشتهٔ هلن گارنر، ترجمهٔ طیبه هاشمی، انتشارات بیدگل - بچه‌های تانر، نوشتهٔ روبرت والزر، ترجمهٔ علی عبداللهی، نشر نو - در امریکا، نوشتهٔ سوزان سانتاگ، ترجمهٔ نیلوفر صادقی، نشر برج - قصه‌های آشوب، نوشتهٔ جوزف کنراد، ترجمهٔ نیما حضرتی، نشر نی - گلبرگ بلند دریا، نوشتهٔ ایزابل آلنده، ترجمهٔ سعید متین، نشر برج | - در آمریکا، نوشتهٔ سوزان سانتاگ، ترجمهٔ نیلوفر صادقی، نشر برج                                                                        | - مهستی بحرینی - ضیا موحد - حسین معصومی همدانی - عبدالله کوثری - موسی اسوار - امید طبیب‌زاده - آبتین گلکار                |
| ۱۴۰۳ | - خشک‌سالی طولانی، کنان جونز، ترجمه زینب آزمند، نشر زندگی روزانه - هم نوایی در پاییز، باربارا پیم، ترجمه مزدک بلوری، نشر بیدگل - مغز اندرو، ای ال دکتروف، ترجمه محمدرضا ترک تتاری، نشربیدگل - دری در کار نیست، تامس ولف، ترجمه امین مدی، نشر گمان - پاییز فلوبر، الکساندر پوستل، ترجمه ساناز ساعی دیباور، نشر نی - مزاح بی پایان، دیوید فاستر والاس، ترجمه معین فرخی، نشر برج - هنر فرانسوی جنگ، آلکسی ژنی، ترجمه مریم خراسانی، نشرنیماژ | - هم نوایی در پاییز، باربارا پیم، ترجمه مزدک بلوری، نشر بیدگل                                                                       | - ضیاء موحد - مهستی بحرینی - عبدالله کوثری - حسین معصومی‌همدانی - موسی اسوار - امید طبیب‌زاده - آبتین گلکار                |